# Simone III di Montfort
Simone III di Montfort detto il Calvo in francese: Simon III de Montfort dit le Chauve (... – 13 marzo 1181) fu signore di Montfort-l'Amaury, Épernon e Houdan e conte di Évreux dal 1140 fino alla sua morte.

## Origine
Secondo il documento n° LIV del Cartulaire de Notre-Dame des Vaux de Cernay, Tome I, Simone era il figlio maschio secondogenito del Signore di Montfort-l'Amaury, Épernon e Houdan e Conte di Évreux, Amalrico III e della seconda moglie, Agnese di Garlande, figlia di Anseau de Garlande, signore di Rochefort-en-Yvelines e della moglie di cui non si conosce il nome e che portava in dote Rochefort-en-Yvelines.
Secondo il monaco e cronista inglese Orderico Vitale, Amalrico III di Montfort era il figlio maschio terzogenito del signore di Montfort-l'Amaury, Simone I (1025 circa-1087 circa) e di Agnese d'Évreux, che, sempre secondo Orderico Vitale, era figlia del Conte di Évreux, Riccardo e della moglie, Codechilde di Conches, come conferma il monaco e cronista normanno Guglielmo di Jumièges nella sua Historiæ Normannorum Scriptores Antiqui, di cui non si conoscono gli ascendenti, e che era già stata moglie di Ruggero I di Tosny.

## Biografia
Suo padre, Amalrico III, morì nel 1137, secondo gli Obituaires de Sens Tome II, Abbaye de Saint-Père-enVallée, il 19 aprile, mentre gli Obituaires de Sens Tome II, Abbaye de Haute-Bruyère la sepoltura nell'abbazia.
 Suo fratello, il maschio primogenito, Amalrico gli succedette in tutti i suoi titoli con la reggenza di Amalrico di Mestenon, come ci informa il documento n° LIV del Cartulaire de Notre-Dame des Vaux de Cernay, Tome I, del 1179, in cui si parla di una concessione fatta da Amalrico III e confermata da Amalrico IV, quando era sotto la custodia di Amalrico di Mestenon (Amauricus parvus filius eiusdem Amaurici, qui erat sub custodia Amaurici de Mestenon).
Non si conosce l'anno in cui suo fratello, Amalrico IV raggiunse la maggior età, ma si conosce l'anno della sua morte, come ci riferisce l'abate e storico normanno, priore dell'abbazia di Bec e sedicesimo abate di Mont-Saint-Michel, Roberto di Torigni, nel suo Chronique de Robert de Torigni, abbé du Mont-Saint-Michel, tome I: fu nel 1140 e gli succedette Simone (Obiit comes Ebroicensis Amalricus et successit frater eius Symon), Simone III.
Quando nel 1159, si accese la guerra tra il re di Francia, Luigi VII ed il re d'Inghilterra e duca di Normandia, Enrico II, Simone che, per la signoria di Montfort era suddito di Luigi VII, mentre per la contea di Évreux, era suddito di Enrico II, scelse di schierarsi a favore di Enrico II e gli consegnò i castelli di Montfort, Rochefort e Épernon; Roberto di Torigni lo accusò di tradimento, avendo consegnato ad Enrico II i suoi castelli francesi, impedendo a Luigi VII di collegare Parigi con Orléans o Étampes.
Simone III morì nel 1181, secondo il Ex Obituario ecclesiæ Ebroicensis, il 13 marzo; anche gli Obituaires de la province de Sens. Tome 2, Abbaye de Haute-Bruyère ricordano che Simone detto il Calvo fu sepolto a Évreux e nell'abbazia fu fatto un servizio funebre nel maggio 1181; infine Roberto di Torigni ricorda la morte nel 1182, dicendo chili figlio primogenito, Amalrico, gli succedette nella contea di Évreux, mentre il figlio secondogenito Simone, gli succedette nei territori francesi, le signorie di Montfort e Rochefort.

## Discendenza
Simone III aveva sposato una certa Matilde (Simon iste comes Ebroicensis et Mahaudis uxor eius), come ci viene confermato dal Cartulaire de Notre-Dame des Vaux de Cernay, Tome I, di cui non si conoscono gli ascendenti.
Da Matilde Simone ebbe tre figli:
- Amalrico V († 1182), Conte di Évreux[15];
- Simone († 1187), Signore di Montfort-l'Amaury[15];
- Bertrada (1155-1227), che sposò Ugo di Kevelioc[17].

## Ascendenza
|                        |   |                       | Genitori         |  |  | Nonni |  |  | Bisnonni             |  |  | Trisnonni |  |
|                        |   |                       |                  |  |  |       |  |  | Amaury I di Montfort |  |  | …         |  |
|                        |   |                       |                  |  |  |       |  |  | Amaury I di Montfort |  |  | …         |  |
|                        |   | …                     |                  |  |  |       |  |  | Amaury I di Montfort |  |  |           |  |
| Simone I di Montfort   |   |                       |                  |  |  |       |  |  | Amaury I di Montfort |  |  |           |  |
|                        |   | Bertrada              | …                |  |  |       |  |  |                      |  |  |           |  |
|                        |   | Bertrada              | …                |  |  |       |  |  |                      |  |  |           |  |
|                        |   | Bertrada              | …                |  |  |       |  |  |                      |  |  |           |  |
| Amaury III di Montfort |   | Bertrada              |                  |  |  |       |  |  |                      |  |  |           |  |
|                        |   | Riccardo d'Évreux     | Roberto d'Évreux |  |  |       |  |  |                      |  |  |           |  |
|                        |   | Riccardo d'Évreux     | Roberto d'Évreux |  |  |       |  |  |                      |  |  |           |  |
|                        |   | Riccardo d'Évreux     | Herleva          |  |  |       |  |  |                      |  |  |           |  |
| Agnese d'Évreux        |   | Riccardo d'Évreux     |                  |  |  |       |  |  |                      |  |  |           |  |
|                        |   | Codechilde di Conches | …                |  |  |       |  |  |                      |  |  |           |  |
|                        |   | Codechilde di Conches | …                |  |  |       |  |  |                      |  |  |           |  |
|                        |   | Codechilde di Conches | …                |  |  |       |  |  |                      |  |  |           |  |
| Simone III di Montfort |   | Codechilde di Conches |                  |  |  |       |  |  |                      |  |  |           |  |
|                        | … | …                     |                  |  |  |       |  |  |                      |  |  |           |  |
|                        | … | …                     |                  |  |  |       |  |  |                      |  |  |           |  |
|                        | … | …                     |                  |  |  |       |  |  |                      |  |  |           |  |
| Anseau di Garlande     | … |                       |                  |  |  |       |  |  |                      |  |  |           |  |
|                        |   | …                     | …                |  |  |       |  |  |                      |  |  |           |  |
|                        |   | …                     | …                |  |  |       |  |  |                      |  |  |           |  |
|                        |   | …                     | …                |  |  |       |  |  |                      |  |  |           |  |
| Agnese di Garlande     |   | …                     |                  |  |  |       |  |  |                      |  |  |           |  |
|                        |   | …                     | …                |  |  |       |  |  |                      |  |  |           |  |
|                        |   | …                     | …                |  |  |       |  |  |                      |  |  |           |  |
|                        |   | …                     | …                |  |  |       |  |  |                      |  |  |           |  |
| Beatrice di Montlhéry  |   | …                     |                  |  |  |       |  |  |                      |  |  |           |  |
|                        |   | …                     | …                |  |  |       |  |  |                      |  |  |           |  |
|                        |   | …                     | …                |  |  |       |  |  |                      |  |  |           |  |
|                        |   | …                     | …                |  |  |       |  |  |                      |  |  |           |  |
|                        |   | …                     |                  |  |  |       |  |  |                      |  |  |           |  |

### Fonti primarie
- (LA)  Cartulaire de Notre-Dame des Vaux de Cernay, Tome I.
- (LA)  Rerum Gallicarum et Francicarum Scriptires, tomus XII.
- (LA)  Rerum Gallicarum et Francicarum Scriptires, tomus XXIII.
- (LA)  Annales Cestrienses.
- (LA)  Chronique de Robert de Torigni, abbé du Mont-Saint-Michel, tome I.
- (LA)  Chronique de Robert de Torigni, abbé du Mont-Saint-Michel, tome II.
- (LA)  Obituaires de la province de Sens. Tome 2.
- (LA)  Ordericus Vitalis, Historia Ecclesiastica, vol. II.
- (LA)  Ordericus Vitalis, Historia Ecclesiastica, tomus III, libri VI-IX.
- (EN)  Ordericus Vitalis, Ecclesiastical History, vol. II.
- (EN)  Ordericus Vitalis, Ecclesiastical History, vol. III.
- (LA)  Historiæ Normannorum Scriptores Antiqui.

### Letteratura storiografica
- Louis Halphen, "La Francia: Luigi VI e Luigi VI (1108-1180)", cap. XVII, vol. VI (Declino dell'impero e del papato e sviluppo degli stati nazionali) della Storia del Mondo Medievale, 1999, pp. 705–739.